# Спектакли по русским сказкам
Спектакли по русским сказкам — театральные драматические или музыкальные (опера, балет) произведения, в основу которых лег русский фольклор или его обработка писателями.

## Драматургия
|      |              |                      |                                                  |
| 1873 | «Снегурочка» | Александр Островский |                                                  |
| 2014 | «Садко»      | Анастасия Экарева    | Архангельский театр драмы имени М. В. Ломоносова |

## Русская сказочная опера
Жанр оперы возник на русской почве поздно. Первая опера на оригинальный русский текст поэта А. П. Сумарокова — «Цефал и Прокрис» — была поставлена на сцене в Санкт-Петербурге 27 февраля 1755 года (музыка — Франческо Арайя). Однако это пока что было произведение на тему греческой мифологии. Потребовалось наступление эры интереса к национальной истории, чтобы возникли первые произведения на отечественном материале: одним из первых стало вполне историческое «Начальное управление Олега» композитора Сарти, Джузеппе на либретто Екатерины Великой (1790). Благодаря ей же создаются первые произведения, которые можно причислить к числу сказочных — «Февей» Василия Пашкевича (1786), затем комическая опера «Горебогатырь Косометович» (1789) той же либреттистки и композитора Висенте Мартина-и-Солера и др.
Однако настоящему рождению т. н. «русской сказочной оперы» («оперных сказок») мы обязаны деятельности писателей «золотого века», начиная с Пушкина и Жуковского, создавших (вслед за Европой), русскую литературную сказку, которая начала вдохновлять композиторов.
Конец XIX — начало XX века на оперной сцене российских театров характеризовался т. н. «русским стилем», канонизированным ещё при Александре III. В этот период создавались самые роскошные сказочные оперы. «Даже тогда, когда названные стилевые пристрастия в других видах искусства сошли на нет, в спектаклях русской Императорской оперы отечественная публика ждала того же „богатырства“, размашистости и роскошеств».

### Список опер

#### XVIII век
| Дата премьеры   | Название                            | Композитор / либреттист                      | Примечание                                                  |
| --------------- | ----------------------------------- | -------------------------------------------- | ----------------------------------------------------------- |
| 1786, 19 апреля | «Февей»                             | Василий Пашкевич / Екатерина Великая         | Комическая опера                                            |
| 1786, 27 ноября | «Новгородский богатырь Боеславович» | Евстигней Фомин / Екатерина Великая          | Опера-балет                                                 |
| 1789, 30 марта  | «Горебогатырь Косометович»          | Висенте Мартина-и-Солера / Екатерина Великая | Комическая опера. На основе сказок о фуфлыге-богатыре и др. |

#### XIX век
| Дата премьеры | Название                     | Композитор / либреттист                                                     | Примечание                                                          |
| ------------- | ---------------------------- | --------------------------------------------------------------------------- | ------------------------------------------------------------------- |
| 1803          | «Днепровская русалка»        | Ф. Кауэр / К. Ф. Генслер Адаптация: Николай Краснопольский / Степан Давыдов | Русифицированная адаптация оперы «Дева Дуная»                       |
| 1805          | «Леста, Днепровская русалка» | Николай Краснопольский / Степан Давыдов                                     | Самостоятельный русский сиквел предыдущей                           |
| 1807          | «Русалка»                    | С. И. Давыдов или К. Кавоса                                                 | Третья часть цикла про русалку                                      |
| 1842          | «Руслан и Людмила»           | Михаил Глинка                                                               | По Пушкину                                                          |
| 1856          | «Русалка»                    | Александр Дагомыжский                                                       |                                                                     |
| 1874          | «Кузнец Вакула»              | Петр Чайковский / Яков Полонский                                            | По Гоголю                                                           |
| 1885          | «Черевички»                  | Петр Чайковский / Яков Полонский                                            | По Гоголю. Вторая редакция оперы «Кузнец Вакула» под новым название |
| 1878-1879     | «Майская ночь»               | Николай Римский-Корсаков                                                    | По Гоголю                                                           |
| 1881          | «Снегурочка»                 | Николай Римский-Корсаков                                                    | По пьесе Островского                                                |
| 1887          | «Девица-Русалка»             | Павел Бларамберг                                                            | Одноактная опера                                                    |
| 1892          | «Млада»                      | Николай Римский-Корсаков                                                    | Опера-балет                                                         |
| 1894—1895     | «Ночь перед Рождеством»      | Николай Римский-Корсаков                                                    |                                                                     |
| 1896          | «Садко»                      | Николай Римский-Корсаков                                                    |                                                                     |
| 1899          | «Забава Путятишна»           | М. М. Иванов / В. П. Буренин                                                |                                                                     |
| 1900          | «Сказка о царе Салтане»      | Николай Римский-Корсаков                                                    | По Пушкину                                                          |
|               |                              |                                                                             |                                                                     |
|               |                              |                                                                             |                                                                     |

#### XX век
|  | Дата премьеры | Название                                            | Композитор / либреттист                                                                | Примечание       |
|  | ------------- | --------------------------------------------------- | -------------------------------------------------------------------------------------- | ---------------- |
|  | 1902          | «Кащей Бессмертный»                                 | Николай Римский-Корсаков / Н. А. Римский-Корсаков при участии С. Н. Римской-Корсаковой |                  |
|  | 1903          | «Добрыня Никитич»                                   | Александр Гречанинов                                                                   |                  |
|  | 1904          | «Сказание о невидимом граде Китеже и деве Февронии» | Николай Римский-Корсаков / Владимир Бельский                                           |                  |
|  | 1905          | «Снежный богатырь»                                  | Цезарь Кюи / Марина Поль                                                               | Детская опера    |
|  | 1907          | «Золотой петушок»                                   | Николай Римский-Корсаков / Владимир Бельский                                           | По Пушкину       |
|  |               |                                                     |                                                                                        |                  |
|  | 1913          | «Иванушка-дурачок»                                  | Цезарь Кюи / Надежда Доломанова                                                        | По Льву Толстому |

оперетте А. Дериева «Ох уж этот царь Горох!» по пьесе В.Зимина

#### XXI век
| Дата премьеры | Название               | Композитор / либреттист     | Примечание |
| ------------- | ---------------------- | --------------------------- | ---------- |
| 2012          | «Малахитовая шкатулка» | Дмитрий Батин / Юлия Селина | По Бажову  |

## Балет
В балетных постановках нередко используется музыка опер.
| Дата премьеры | Название                                                        | Композитор / либреттист                                              | Примечание |
| ------------- | --------------------------------------------------------------- | -------------------------------------------------------------------- | --- |
| 1821          | «Руслан и Людмила, или Низвержение Черномора, злого волшебника» | Фридрих Шольц                                                        | Постановка Адама Глушковского, Театр на Моховой (Москва) |
| 1826          | «Три пояса, или Русская Сандрильона»                            | Фридрих Шольц                                                        | Постановка Адама Глушковского, Большой театр По мотивам сказки В.Жуковского «Три пояса»                                                                                  |
| 1907          | «Аленький цветочек»                                             | Ф. А. Гартман / П. А. Маржецкий                                      | |
| 1910          | «Жар-Птица»                                                     | Игорь Стравинский                                                    | Одноактный балет |
| 1928          | «Принцесса-Лебедь»                                              | Николай Римский-Корсаков (на музыку к опере «Сказка о царе Салтане») | Opéra de Paris |
| 1930          | «Снегурочка»                                                    | Александр Глазунов                                                   | Одноактный балет. По Островскому - 1930. Постановщик: Нижинская Бронислава. Русские балеты Веры Немчиновой - 1942. Постановщик: Нижинская Бронислава. Метрополитен-опера |
| 1963          | «Снегурочка»                                                    | Петр Чайковский (поппури)                                            | По Островскому Балетмейстер Владимир Бурмейстер. |
| 1969          | «Зимняя сказка»                                                 | Петр Чайковский, сюита «Снегурочка»                                  | Режиссёр И. Д. Бельский. Малый театр оперы и балета. По Островскому |
|               |                                                                 |                                                                      | |

## Мюзиклы
| Дата премьеры | Название                  | Композитор / либреттист                          | Примечание                                           |
| ------------- | ------------------------- | ------------------------------------------------ | ---------------------------------------------------- |
| 1999 — 2002   | «Сказка о царе Салтане»   | «Красная плесень»                                | Панк-мюзикл в двух частях                            |
| 2007          | «Садко и Царевна Морская» | В. Качесов / А. Огарева                          | Музыкальный театр под руководством Геннадия Чихачёва |
| 2019          | «Садко»                   | Александр Леонов / Дмитрий Иванов                | фолк-рок-мюзикл                                      |
| 2022          | «Снегурочка»              | Ева Симуран / Ольга Болычева, Арсенев Константин | Калининградский областной музыкальный театр          |
|               |                           |                                                  |                                                      |
|               |                           |                                                  |                                                      |